# SAFAR
SAFAR (acronimo di Società Anonima Fabbricazione Apparecchi Radiofonici) è stata un'azienda italiana produttrice di apparecchi elettronici in attività dal 1923 al 1948.
Fu una delle maggiori aziende italiane nel settore della radiofonia e negli anni trenta della nascente televisione.

## Storia

Il primo televisore italiano (1936, da L'illustrazione italiana)

Costituita a Milano nel 1923, la SAFAR si dedicò in una prima fase alla produzione di apparecchi radio per scopi militari (principalmente cuffie radio e telefoniche per l'esercito).
Successivamente alla fine degli anni venti l'azienda ampliò e diversificò la propria produzione conquistando un'importante fetta di mercato nel nascente settore dei ricevitori radio domestici.
Nella seconda metà degli anni trenta produsse i primi tubi a raggi catodici e gli iconoscopi per le riprese televisive.
La tecnologia televisiva fu sviluppata in Italia a partire da metà degli anni trenta dalla SAFAR (che utilizzava un sistema derivato da Telefunken e telepantoscopio) assieme a due grandi aziende nazionali: la Magneti Marelli (sistema RCA) e la Allocchio Bacchini (sistema Telefunken). Dopo un po' di sperimentazione dei diversi sistemi proposti dalle tre aziende, la Magneti Marelli e la SAFAR vennero autorizzate ad iniziare la produzione di apparecchi televisivi presentati alla "Fiera della Radio" del settembre 1939.
Al termine della guerra, la ditta riprese nuovamente l'attività con grosse difficoltà, fino al 1948, quando fu costretta a chiudere perché non aveva più liquidità avendo contratto un grosso credito con Esercito e Marina per la fornitura di apparecchiature di radiocomunicazione durante la guerra.

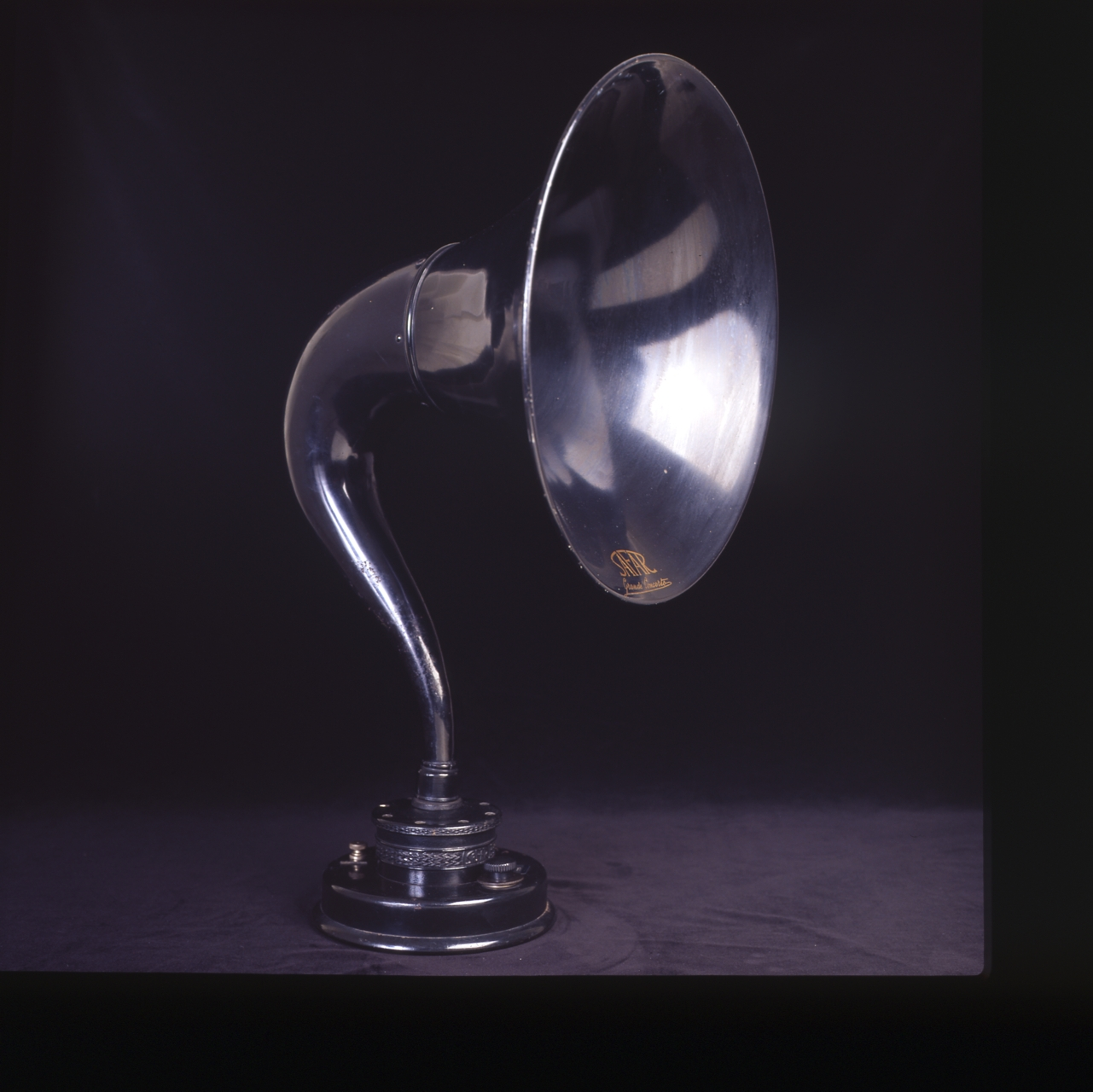
Altoparlante elettromagnetico a tromba Safar Grande Concerto, 1926 (Museo nazionale della scienza e della tecnologia Leonardo da Vinci, Milano)
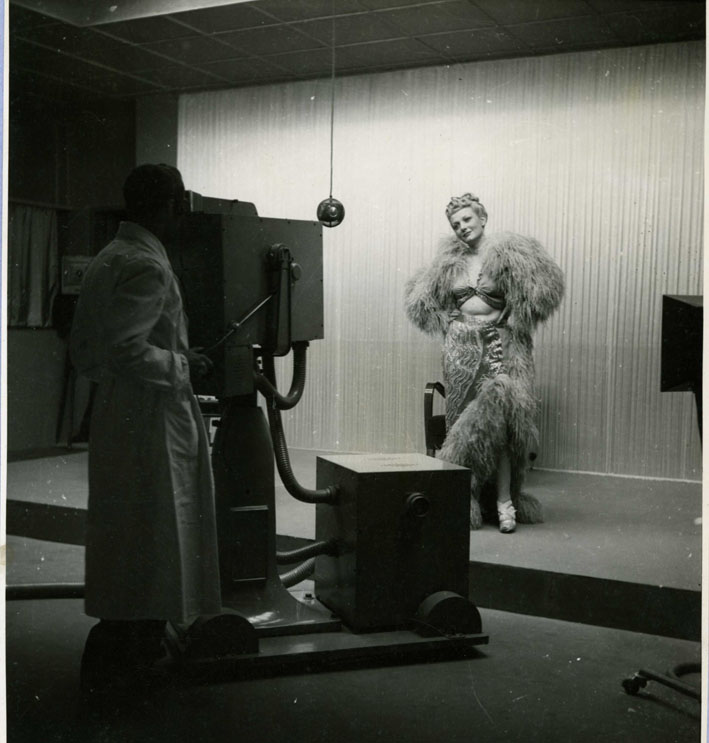
Prove di ripresa al Teatro televisivo SAFAR, presso il Centro Sperimentale Leonardesca, Milano: un operatore inquadra una modella che indossa un singolare costume. In: Archivio SAFAR, fascicolo 70, Museo nazionale della scienza e della tecnologia Leonardo da Vinci, Milano
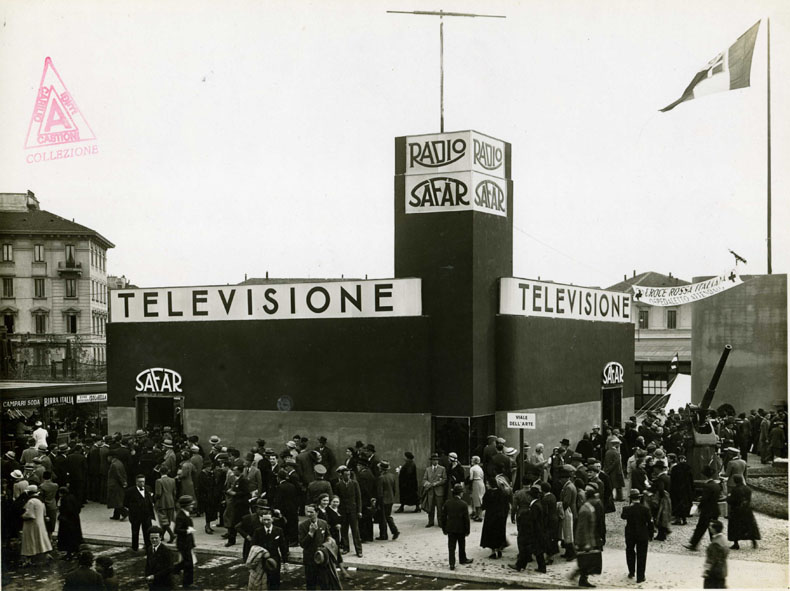
Aprile 1933. Padiglione SAFAR alla 14ª Fiera di Milano. Archivio SAFAR, fascicolo 69: SAFAR - Televisione
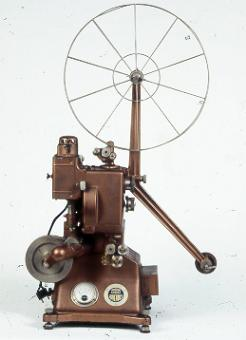
Proiettore cinematografico sonoro per pellicole 16mm Safar Cinesonoro, 1947-48 (Museo nazionale della scienza e della tecnologia Leonardo da Vinci, Milano)